# 李綜合醫療社團法人
李綜合醫療社團法人體系前身是1979年李順安成立的「李外科婦產科」，並於1983年擴大為「苑裡李綜合醫院」，之後數十年陸續擴增。目前李綜合醫療社團法人有九個院區，分別為苑裡李綜合醫院、順安醫院、中華護理之家、大甲李綜合醫院、仁泰診所、美德醫院、永康護理之家、里仁診所、灣麗日照中心。2021年3月，開設疫苗接種工作。2023年李綜合醫療體系攜手台中榮總，由中榮神經外科主任李旭東擔任李綜合總院長，有神經外科、神經內科、心臟內科、乳房外科、胸腔外科、腸胃科等約20位醫師進駐李綜合醫療體系，以照顧更多海線病患。

## 外部連結
- 官方网站